# كاظم مطشر
كاظم مطشر هو لاعب كرة قدم عراقي سابق، ولد في 1959.

## وصلات خارجية
- كاظم مطشر على موقع ناشيونال فوتبول تيمز (الإنجليزية)
- كاظم مطشر على موقع عالم كرة القدم.نت (الإنجليزية)
- كاظم مطشر على موقع أوليمبيديا (الإنجليزية)